# Куренівське тролейбусне депо
Куренівське тролейбусне ремонтно-експлуатаційне депо (№ 4) (застаріла назва: Київське тролейбусне депо № 4; скорочено — КТРЕД, КТД, ТД4) — тролейбусне депо в Києві, друге в місті за кількістю маршрутів, що обслуговуються (13, у тому числі один нічний). Депо відкрито 8 жовтня 1984 року на Сирецькій вулиці, 25.
Депо обслуговує маршрути переважно Оболонського, Подільського та Деснянського районів міста Києва.
Виконувач обов'язків директора — Карабчук Руслан. На балансі депо значиться 131 тролейбусів різних моделей, з яких на лінію виходить близько 115 машин.

### Сучасні маршрути

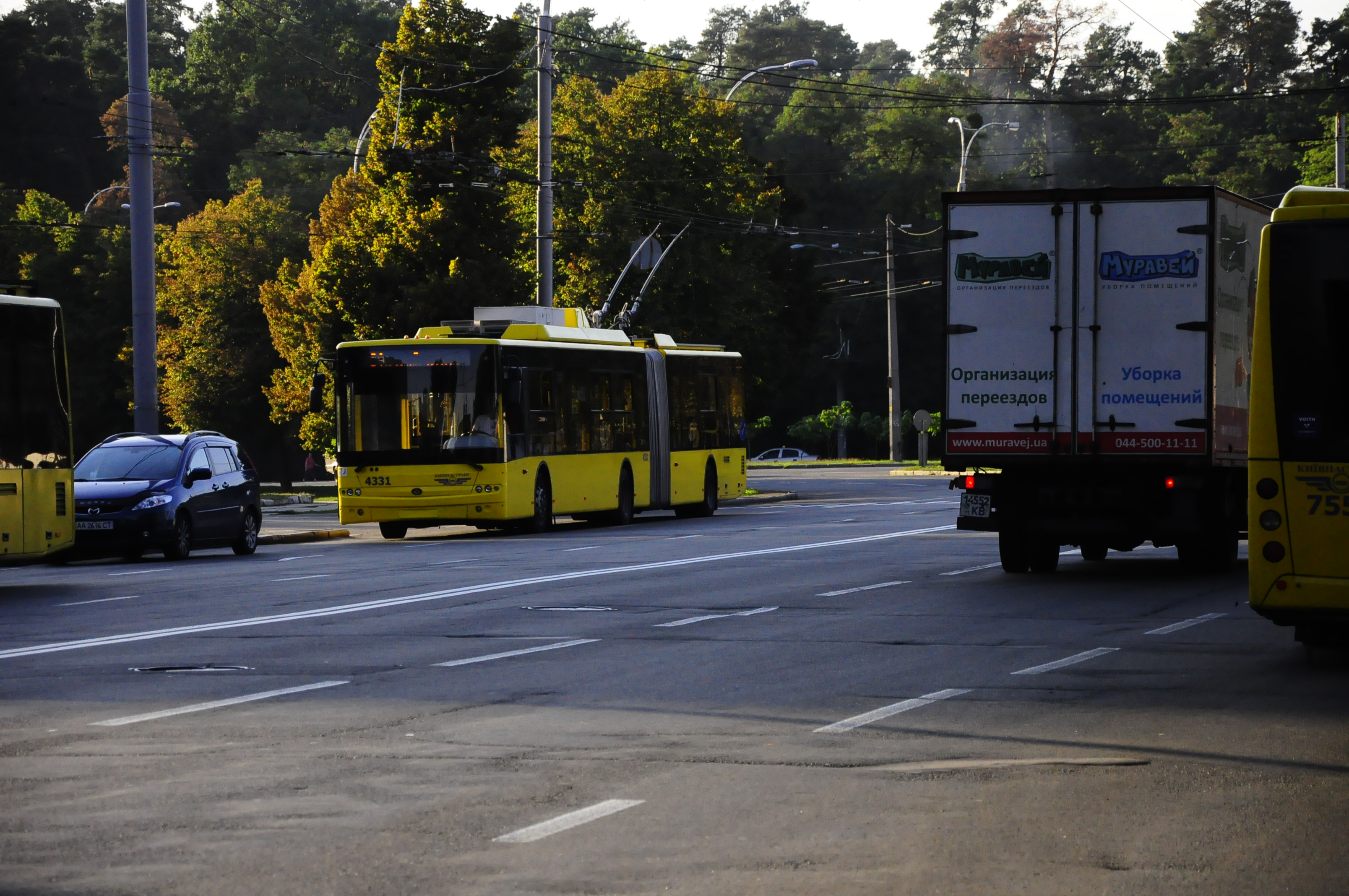
Тролейбус Богдан Т901 24-го маршруту на кінцевій зупинці проспект Свободи

## Маршрути

### Сучасні маршрути[3]
| №   | Кінцева А                             | Кінцева Б                        | Маршрут | Примітки                                |
| --- | ------------------------------------- | -------------------------------- | --- | --------------------------------------- |
| 24  | просп. Свободи                        | вул. Північна                    | просп. Свободи — просп. Європейського Союзу — вул. Ярослава Івашкевича — вул. Лугова — вул. Левка Лук'яненка — Станція метро «Мінська» — просп. Володимира Івасюка |                                         |
| 25  | просп. Свободи                        | Станція метро «Почайна»          | просп. Свободи — вул. Наталії Ужвій — вул. Мостицька — вул. Вишгородська — вул. Кирилівська — просп. Степана Бандери — Оболонський просп. |                                         |
| 29  | Дарницька пл.                         | Залізнична платформа «Куренівка» | просп. Миру (в звор. напрямку — до пл. Дарницької — по вул. Будівельників) — вул. Будівельників — просп. Георгія Нарбута — просп. Воскресенський — просп. Романа Шухевича — Північний міст — просп. Степана Бандери |                                         |
| 30  | вул. Милославська                     | вул. Кадетський Гай              | просп. Червоної Калини — пл. Керченська — просп. Романа Шухевича — Північний міст — просп. Степана Бандери — вул. Олени Теліги — вул. Олександра Довженка — вул. Вадима Гетьмана — Севастопольська площа — вул. Святослава Хороброго — вул. Федора Ернста — вул. Івана Пулюя | Спільно з тролейбусним депо № 3         |
| 31  | вул. Милославська                     | Станція метро «Лук'янівська»     | вул. Радунська — вул. Олександри Екстер — просп. Червоної Калини — пл. Керченська — просп. Романа Шухевича — Північний міст — просп. Степана Бандери — вул. Олени Теліги — вул. Ризька — вул. Дорогожицька — вул. Юрія Іллєнка (в звор. напрямку — вул. Білоруська — вул. Деревлянська) |                                         |
| 32  | вул. Сошенка                          | вул. Північна                    | вул. Сошенка — пл. Тараса Шевченка — вул. Полярна — вул. Героїв Дніпра — просп. Володимира Івасюка |                                         |
| 34  | Станція метро «Почайна»               | вул. Північна                    | просп. Степана Бандери — вул. Героїв Сталінграду — Станція метро «Мінська» — вул. Володимира Івасюка |                                         |
| 36  | вул. Північна                         | вул. Чорнобильська               | просп. Володимира Івасюка — вул. Левка Лук'яненка — пл. Мінська — Станція метро «Мінська» — вул. Левка Лук'яненка — вул. Лугова — вул. Ярослава Івашкевича — просп. Європейського Союзу — вул. Івана Виговського — площа Валерія Марченка — вул. Данила Щербаківського — станція метро «Нивки» — Берестейський просп. — вул. Чорнобильська (зворотній шлях через вул. Ореста Васкула та просп. Академіка Палладіна) |                                         |
| 37  | вул. Милославська                     | Станція метро «ЛІсова»           | вул. Радунська — вул. Рональда Рейгана — вул. Братиславська — Лісовий проспект — вул. Кубанської України — вул. Кіото (зворотній шлях через вул. Мілютенка) |                                         |
| 37а | вул. Миколи Закревського. Поліклініка | Станція метро «ЛІсова»           | вул. Костянтина Данькевича — вул. Олександри Екстер — вул. Радунська — вул. Рональда Рейгана — вул. Братиславська — Лісовий проспект — вул. Мілютенка — вул. Кіото (зворотній шлях через вул. Кубанської України) |                                         |
| 44  | просп. Степана Бандери                | вул. Північна                    | просп. Володимира Івасюка — вул. Олександра Архипенка — вул. Героїв полку "Азов" — вул. Левка ЛУк'яненка — вул. Зої Гайдай — вул. Героїв Дніпра — просп. Володимира Івасюка |                                         |
| 47  | вул. Милославська                     | Станція метро «Мінська»          | просп. Червоної Калини — пл. Керченська — просп. Романа Шухевича — Північний міст — просп. Володимира Івасюка — вул. Левка Лук'яненка — пл. Мінська |                                         |
| 50к | вул. Милославська                     | Дарницька пл.                    | просп. Червоної Калини — пл. Керченська — просп. Воскресенський — просп. Георгія Нарбута — вул. Будівельників |                                         |
| 91Н | вул. Милославська                     | Залізничний вокзал «Центральний» | вул. Радунська — вул. Олександри Екстер — просп. Червоної Калини — пл. Керченська — просп. Воскресенський — просп. Георгія Нарбута — вул. Будівельників/просп. Миру — Дарницька площа — просп. Соборності — бульв. Миколи Міхновського — вул. Велика Васильківська — вул. Саксаганського/Жилянська — вул. Симона Петлюри — пл. Вокзальна                                                                            | Нічний. Сумісно з тролейбусним депо № 1 |

### Скасовані маршрути
| №   | Кінцева А               | Кінцева Б                               | Примітки                |
| --- | ----------------------- | --------------------------------------- | ----------------------- |
| 10  | вул. Милославська       | Поліклініка (вул. Миколи Закаревського) | Відмінений (01.01.2009) |
| 24к | Станція метро «Мінська» | вул. Північна                           | Відмінений (??.??.????) |

### Маршрути, що раніше експлуатувалися в депо №4
| №  | Кінцева А                    | Кінцева Б                                       | Примітки |
| -- | ---------------------------- | ----------------------------------------------- | --- |
| 18 | Майдан Незалежності          | вул. Сошенка                                    | Сумісне обслуговування. Переданий до тролейбусного депо № 2 |
| 28 | Залізнична платформа «Зеніт» | Станція швидкісного трамваю «Генерала Ватутіна» | Сумісне обслуговування. Переданий до тролейбусного депо № 3 |
| 28 | Станція метро «Лук'янівська» | просп. Свободи                                  | Сумісне обслуговування. Переданий до тролейбусного депо № 2 |
| 35 | Станція метро «Дорогожичі»   | вул. Ярослава Івашкевича                        | Початкова робота на маршруті. Переданий до тролейбусного депо № 2                                                                                               |
| 36 | Станція метро «Нивки»        | вул. Ярослава Івашкевича                        | Початкова робота на маршруті. Переданий до тролейбусного депо № 2, нині повернений і відновлений у сучасному вигляді від вул. Північної до вул. Чорнобильської. |
| 50 | вул. Милославська            | Станція метро «Либідська»                       | Початкова робота на маршруті. Переданий до тролейбусного депо № 1                                                                                               |

## Коротка історія

### Стан на1980-тіроки
- 8 жовтня 1984 року відкрито депо № 4 по вул. Сирецькій, 25.
- 1984 рік початок експлуатації тролейбусів марки Škoda 9Tr,.
- 2 січня 1986 року відкритий маршрут № 31: Індустріальний шляхопровід — вул. Олександра Сабурова (нині Сержа Лифаря).
- 15 березня 1987 року введена в дію службова лінія від вул. Кириллівської по вул. Копиловській до депо № 4.
- 1987 рік початок експлуатації тролейбусів марки Škoda 14Tr.
- 1987 рік кінець експлуатації тролейбусів марки Škoda 9Tr.
- 1988 рік Початок експлуатації тролейбусів марки DAC-217E.
- 30 грудня 1989 року введена в дію нова лінія «вул. Олександра Сабурова — вул. Костянтина Данькевича» по проспекту Червоної Калини, продовжений маршрут № 30: Станція метро «Почайна» — вул. Костянтина Данькевича.

### Стан на1990-тіроки
- 1990 рік початок експлуатації тролейбусів марки Škoda 15Tr.
- 10 жовтня 1990 року введена в дію нова лінія «вул. Костянтина Данькевича — вул. Милославська» по просп. Червоної Калини, продовжений маршрут № 30: Станція метро «Почайна» - вул. Милославська.
- 1993 рік передача тролейбусів марки: Škoda 15Tr в тролейбусне депо № 2; Škoda 14Tr в тролейбусне депо № 3 та місто Чернівці.
- 1994 рік — закриття тролейбусного депо № 4 як наслідок провідної ролі колективу підприємства в загальноміському страйку транспортників[4]. Відкриття на базі депо ремонтно-механічних майстерень (РММ) ДКП «Київелектротранс».
- 30 грудня 1995 року введено в дію нову лінію «вул. Ярослава Івашкевича — вул. Північна» по вул. Луговій, Маршала Тимошенко, просп. Героїв Сталінграда, відкритий маршрут № 24: просп. Свободи — вул. Північна, а також відкритий короткий маршрут № 24к: Станція метро «Мінська» — вул. Північна.
- 1996 рік відновлення роботи тролейбусного депо № 4.
- 1996 рік початок експлуатації тролейбусів марки Київ-12.01 та Київ-12.03.

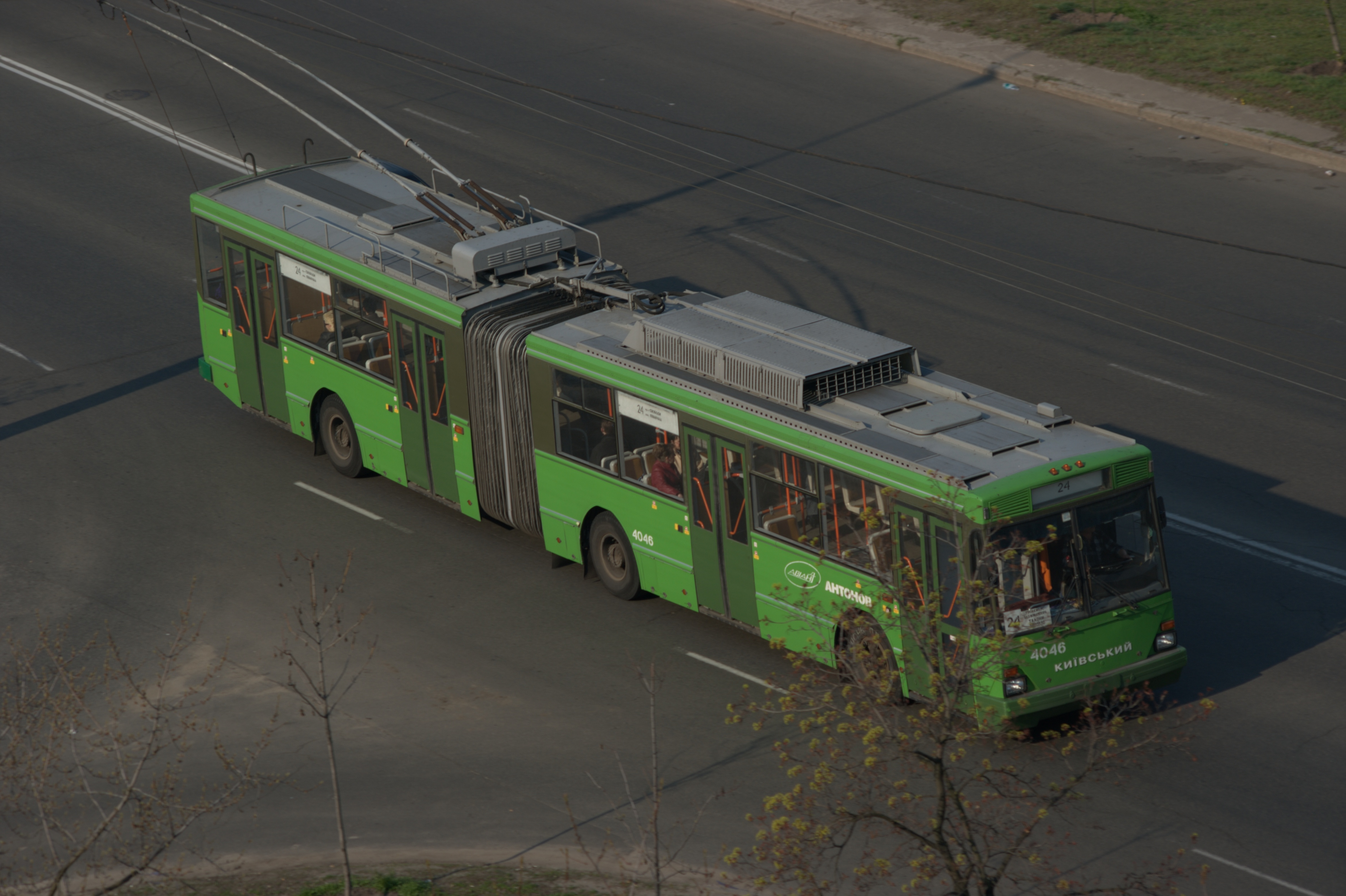
Тролейбус Київ-12.03 Куренівського тролейбусного депо

### Стан на2000-ніроки
- 2001 рік початок експлуатації тролейбусів марки ЮМЗ Т2.
- 24 травня 2001 року введена в дію лінія від просп. Степана Бандери по вул. Йорданській, Олександра Архипенка, просп. Героїв Сталінграда, відкритий маршрут № 34: Залізнична платформа «Зеніт» — Станція метро «Мінська».
- 1 вересня 2001 року введена в дію нова лінія «площа Тараса Шевченка — вул .Північна» по вул. Полярній та Героїв Дніпра, відкритий маршрут № 32: вул. Сошенка — вул. Північна.
- 1 жовтня 2001 року введена в дію нова лінія «просп. Маяковського (нині — Червоної Калини) — вул. Милославська» по вул. Марини Цвєтаєвої та Радунській, відкритий маршрут № 31: Станція метро «Почайна» — вул. Милославська.
- 7 березня 2002 року введена в дію нова лінія «просп. Володимира Маяковського (нині — Червоної Калини) — станція метро „Лісова“» по вул. Братиславській, Лісовому просп., вул. Маршала Жукова, відкритий маршрут № 37: просп. Володимира Маяковського — Станція метро «Лісова». 8 травня того ж року маршрут було подовжено до вул. Милославської.
- 27 червня 2002 року відкритий маршрут № 37а: вул. Мирини Цветаєвої — Станція метро «Лісова».
- 19 січня 2005 року введена в дію нова лінія введено по вул. Марини Цвєтаєвої, Миколи Закревського, Костянтина Данькевича, відкритий маршрут № 10: вул. Милославська — Поліклініка (вул. Миколи Закревського), закритий маршрут № 37а.
- 2005 рік початок експлуатації тролейбусів марки ЮМЗ Е-186.
- 25 травня 2006 року введена в дію нові лінії: по вул. Зої Гайдай від вул. Героїв Дніпра до вул. Маршала Тимошенко і по вул. Маршала Малиновського від вул. Лугової до вул. Олександра Архипенка, відкритий маршрут № 44: просп. Степана Бандери — вул. Північна.
- 1 вересня 2006 року відновлено роботу маршруту № 24к: Станція метро «Мінська» — вул. Північна.
- 21 серпня 2007 року введена в дію нова лінія «вул. Валентина Сєрова — Дарницька площа» по бульв. Перова, просп. Визволителів, вул. Будівельників, просп. Миру, відкритий маршрут № 46 (50): Дарницька площа — вул. Милославська та № 46к (50к): Станція метро «Дарниця» — вул. Милославська.
- 2007 рік початок експлуатації тролейбусів марки Богдан E231, ЛАЗ E301D1.
- 9 жовтня 2009 року закритий маршрут № 29.
- 2009 рік кінець експлуатації тролейбусів марки DAC-217E.

### Стан на2010-тіроки
- 28 січня 2011 року відновлено маршрут № 37а: Поліклініка (вул. Миколи Закревського) — Станція метро «Лісова».
- 6 травня 2011 року відновлено маршрут № 29: Залізнична платформа «Зеніт» — вул. Валентина Сєрова.
- 2012 рік початок експлуатації тролейбусів марки Богдан Т901.10.
- 25 жовтня 2012 року відкритий швидкісний тролейбус за маршрутом № 28: Залізнична платформа «Зеніт» — Станція швидкісного трамваю «Генерала Ватутіна». Обслуговувався спільно з тролейбусним депо № 3.
- 8 жовтня 2014 року тролейбусний маршрут № 46 змінив номер на № 50, а № 46к — на № 50к.
- 2015 рік кінець експлуатації тролейбусів моделей ЮМЗ Е-186 і Богдан E231.
- 2 жовтня 2015 року відкритий новий маршрут № 47: вул. Милославська — Станція метро «Мінська» і був продовжений маршрут № 29 від вул. Валентина Сєрова до станція метро «Дарниця» .
- 8 грудня 2015 року початок експлуатації тролейбусів моделі Богдан Т701.10.
- 15 листопада 2016 року маршрут № 30 продовжено до вул. Кадетський Гай по трасі «вул. Милославська — вул. Кадетський Гай». Обслуговується спільно з тролейбусним депо № 3.
- 20 грудня 2016 року продовжено маршрути: № 50 — від Дарницької площі до станції метро «Либідська» за трасою «вул. Милославська — Станції метро „Либідська“»; № 50к — станція метро «Дарниця» до Дарницької площі за трасою «вул. Милославська — Дарницька площа». Маршрут № 50 обслуговується спільно з тролейбусним депо № 1.
- З початку січня 2017 року відкрито нічний маршрути № 91Н: Залізничний вокзал «Центральний» — вул. Милославська. Маршрут обслуговується спільно з тролейбусним депо № 1.
- 2018 рік кінець експлуатації тролейбусів марки ЮМЗ Т2.
- 22 серпня 2018 року вносятся зміни у трассу слідування нічного маршруту № 91Н. А саме: маршрут подовжується від проспекту Червоної Калини по вулицям Марини Цветаєвої та Радунській до вулиці Милославської (кінцева тролейбусів № 31, 37)[5].

## Рухомий склад[6]
На сьогодні депо експлуатує такі моделі тролейбусів, як:
- Київ-12.03;
- ЛАЗ E301D1;
- Богдан Т901.10;
- Богдан Т701.10.

Раніше в депо експлуатувалися такі моделі тролейбусів:
- - Škoda 9Tr;
  - Škoda 14Tr (передані в інші депо міста);
  - Škoda 15Tr (передані в тролейбусне депо № 2);
  - ЮМЗ Т1 (передані в тролейбусне депо № 2);
  - ЮМЗ Т2;
  - ЮМЗ Е186;
  - DAC 217E;
  - Богдан Е231.

На території депо з початку 1990-х років функціонує останній у Києві робочий екземпляр моделі Škoda 9Tr22 під номером «1431» (виготовлений у середині 1970-х, відновлений 2011, нині використовується як маневровий тягач для буксирування рухомого складу).